# Sportkomplex Bogenschießen Krylatskoje
Der Sportkomplex Bogenschießen Krylatskoje war eine Bogenschießanlage im Moskauer Stadtteil Krylatskoje.

## Geschichte
Die Bogenschießanlage wurde anlässlich der Olympischen Sommerspiele 1980 errichtet. Mit einer Größe von 220 × 90 Metern befand sich die Wettkampfstätte neben dem Ruderkanal und südlich des Velodroms. Die Anlage verfügte über einen Turm für die Wettkampfleitung. Zudem wurde ein Gebäude errichtet, welches zur Punktezählung und zur Ergebnismitteilung diente. Es verfügte über eine große Glasfront mit Blick auf die Anlage. Zudem verfügte das Gebäude über eine Dachterrasse mit Sitzplätzen als V.I.P.-Bereich. Zudem wurden temporäre Tribünen mit 3000 Sitzplätzen errichtet. Inzwischen ist das Areal zu einer BMX-Radrennbahn umfunktioniert worden.